# Amaurobius ruffoi
Amaurobius ruffoi är en spindelart som beskrevs av Thaler 1990. Amaurobius ruffoi ingår i släktet Amaurobius och familjen mörkerspindlar.
Artens utbredningsområde är Italien. Inga underarter finns listade i Catalogue of Life.